# Dazhong
Dazhong är en häradshuvudort i Kina. Den ligger i provinsen Jiangsu, i den östra delen av landet, omkring 200 kilometer nordost om provinshuvudstaden Nanjing. Antalet invånare är 187 382. Befolkningen består av 94 895 kvinnor och 92 487 män. Barn under 15 år utgör 13,0 %, vuxna 15-64 år 76 %, och äldre över 65 år 9,0 %.
Runt Dazhong är det tätbefolkat, med 369 invånare per kvadratkilometer. Dazhong är det största samhället i trakten. Trakten runt Dazhong består till största delen av jordbruksmark.
Genomsnittlig årsnederbörd är 1 047 millimeter. Den regnigaste månaden är juli, med i genomsnitt 229 mm nederbörd, och den torraste är januari, med 23 mm nederbörd.